# 坂井勝二
坂井 勝二 （さかい かつじ、1938年3月21日 - ）は、福岡県出身の元プロ野球選手（投手）。右投げ右打ち。

## 経歴
田川中央高校（現・福岡県立田川科学技術高等学校）を経て、専修大学に進学し硬式野球部所属。東都大学野球リーグでは在学中3度優勝。3年生の1959年春季リーグでは6勝無敗で優勝に貢献し最高殊勲選手、最優秀投手、ベストナインを受賞する。直後の全日本大学野球選手権大会では準決勝に進出するが、金沢宏と安藤元博の投手陣、打線に木次文夫や徳武定之、近藤昭仁らがいる早稲田大に惜敗。
同1959年、社会人・大学生混成の第3回アジア野球選手権大会全日本代表に選出された。立大五代友和と森滝義巳に専修坂井の3投手にくわえ、立大を中心に早慶の野手陣ら総勢9人の大学生中7人を東京六大学勢が占める中、唯一の関西六大学勢である関学の斎藤圭二と共に唯一東都勢から選出され、全日本チームの優勝に貢献した。リーグ通算38試合に登板し18勝5敗、防御率1.20、145奪三振。大学同期に、中退した坂井に代わり主戦となった山本兵吾、小池兼司、1年下に堀込基明がいる。
同1959年、3年生で大学を中退し、大毎オリオンズに入団する。
1962年に11勝を挙げ、先発投手陣の一角にのし上がる。
アンダースローの速球派で、柔和なマスクとは裏腹に、歴代3位の通算143与死球という記録からうかがえるように強気の投球で鳴らした。
1963年には初めて規定投球回（リーグ6位、防御率2.61）に達する。
1964年には防御率2.50（リーグ4位）、自己最多の25勝を記録するが、同年阪神から移籍した同僚小山正明が30勝を挙げ、最多勝には至らなかった。
1962年から1968年までの7シーズン連続二ケタ勝利を挙げているが、この時期はオリオンズにとって試練の時代で、Aクラス入りは1968年の1シーズンしかない（3位）。坂井自身も7シーズンのうち5シーズンを負け越している。かつて「ミサイル打線」を構成していた、田宮謙次郎の引退、山内一弘・葛城隆雄の移籍、榎本喜八の衰えなどで打線の弱体化が進んだことも、思うように勝ち星を増やせなかった一因であったろう。
1967年4月25日の対東映フライヤーズ戦では、9回終了まで無安打無得点に抑えるも味方の援護に恵まれず、10回についに力尽き、0-2で敗戦投手になるという憂き目に遭っている。その10日前の4月15日の西鉄ライオンズ戦でも8回までノーヒットに抑えながら9回に初安打を許しており、わずか11日間で2度ノーヒットノーランのチャンスを作りながらその双方を潰されるという希有な体験をしている。谷間の時代におけるオリオンズ投手陣の屋台骨を、小山正明・成田文男らとともに地道に支え続けていた。
1970年、王貞治キラーとして知られた平岡一郎とのトレードで大洋に移籍する。
1971年1月には暴力団との黒い交際の疑惑により、鈴木隆コーチとともに球団より無期限謹慎処分を受けるが（黒い霧事件）、処分解除後は8連勝をするなど活躍を見せ、初タイトルとなる最高勝率（9勝4敗、勝率.692）を獲得、また防御率も1.87（リーグ2位）を記録し大洋のAクラス入りに貢献する。
1972年もチーム最多の15勝、防御率3.01（リーグ9位）を記録した。
1976年、渡辺秀武とのトレードで日本ハムに移籍、同年シーズン終了をもって現役を引退。

## 詳細情報

### 年度別投手成績
| 年 度      | 球 団            | 登 板 | 先 発 | 完 投 | 完 封 | 無 四 球 | 勝 利 | 敗 戦 | セ 丨 ブ | ホ 丨 ル ド | 勝 率 | 打 者 | 投 球 回 | 被 安 打 | 被 本 塁 打 | 与 四 球 | 敬 遠 | 与 死 球 | 奪 三 振 | 暴 投 | ボ 丨 ク | 失 点 | 自 責 点 | 防 御 率 | W H I P |
| ---------- | ---------------- | ----- | ----- | ----- | ----- | -------- | ----- | ----- | -------- | ----------- | ----- | ----- | -------- | -------- | ----------- | -------- | ----- | -------- | -------- | ----- | -------- | ----- | -------- | -------- | ------- |
| 1959       | 大毎 東京 ロッテ | 16    | 5     | 0     | 0     | 0        | 1     | 1     | --       | --          | .500  | 159   | 35.1     | 36       | 6           | 17       | 0     | 2        | 13       | 1     | 0        | 25    | 24       | 6.00     | 1.50    |
| 1960       | 大毎 東京 ロッテ | 12    | 5     | 0     | 0     | 0        | 1     | 2     | --       | --          | .333  | 127   | 29.1     | 30       | 4           | 11       | 0     | 1        | 14       | 0     | 0        | 21    | 19       | 5.70     | 1.40    |
| 1961       | 大毎 東京 ロッテ | 22    | 10    | 2     | 1     | 1        | 2     | 6     | --       | --          | .250  | 321   | 75.2     | 67       | 3           | 24       | 0     | 4        | 57       | 1     | 2        | 34    | 28       | 3.32     | 1.20    |
| 1962       | 大毎 東京 ロッテ | 49    | 21    | 5     | 2     | 0        | 11    | 10    | --       | --          | .524  | 640   | 151.2    | 127      | 21          | 61       | 3     | 6        | 76       | 0     | 0        | 78    | 72       | 4.26     | 1.24    |
| 1963       | 大毎 東京 ロッテ | 58    | 26    | 6     | 2     | 2        | 14    | 19    | --       | --          | .424  | 1024  | 251.2    | 200      | 23          | 65       | 5     | 16       | 183      | 5     | 0        | 92    | 73       | 2.61     | 1.05    |
| 1964       | 大毎 東京 ロッテ | 58    | 37    | 13    | 2     | 1        | 25    | 17    | --       | --          | .595  | 1210  | 303.0    | 260      | 21          | 73       | 5     | 6        | 183      | 2     | 1        | 103   | 84       | 2.50     | 1.10    |
| 1965       | 大毎 東京 ロッテ | 43    | 32    | 10    | 3     | 4        | 10    | 16    | --       | --          | .385  | 898   | 225.1    | 199      | 27          | 47       | 5     | 12       | 139      | 1     | 0        | 86    | 76       | 3.04     | 1.09    |
| 1966       | 大毎 東京 ロッテ | 33    | 28    | 8     | 3     | 1        | 11    | 16    | --       | --          | .407  | 774   | 193.0    | 164      | 31          | 54       | 1     | 3        | 109      | 3     | 1        | 74    | 63       | 2.94     | 1.13    |
| 1967       | 大毎 東京 ロッテ | 45    | 34    | 11    | 1     | 2        | 13    | 18    | --       | --          | .419  | 966   | 244.1    | 194      | 33          | 58       | 4     | 9        | 173      | 0     | 0        | 101   | 89       | 3.28     | 1.03    |
| 1968       | 大毎 東京 ロッテ | 45    | 40    | 14    | 4     | 2        | 16    | 17    | --       | --          | .485  | 1147  | 276.1    | 259      | 23          | 71       | 15    | 15       | 170      | 0     | 0        | 112   | 93       | 3.03     | 1.19    |
| 1969       | 大毎 東京 ロッテ | 24    | 22    | 3     | 0     | 1        | 6     | 8     | --       | --          | .429  | 538   | 127.1    | 108      | 26          | 49       | 7     | 10       | 85       | 0     | 0        | 58    | 56       | 3.97     | 1.23    |
| 1970       | 大洋             | 26    | 20    | 2     | 0     | 1        | 10    | 6     | --       | --          | .625  | 447   | 109.0    | 99       | 14          | 22       | 2     | 10       | 62       | 0     | 0        | 46    | 42       | 3.47     | 1.11    |
| 1971       | 大洋             | 25    | 21    | 4     | 2     | 0        | 9     | 4     | --       | --          | .692  | 535   | 134.2    | 104      | 12          | 41       | 1     | 6        | 57       | 2     | 0        | 35    | 28       | 1.87     | 1.08    |
| 1972       | 大洋             | 38    | 31    | 10    | 3     | 3        | 15    | 11    | --       | --          | .577  | 876   | 214.2    | 201      | 22          | 52       | 8     | 13       | 99       | 3     | 0        | 78    | 72       | 3.01     | 1.18    |
| 1973       | 大洋             | 30    | 25    | 1     | 0     | 0        | 7     | 9     | --       | --          | .438  | 600   | 147.2    | 122      | 17          | 45       | 3     | 8        | 62       | 2     | 1        | 56    | 53       | 3.22     | 1.13    |
| 1974       | 大洋             | 34    | 23    | 3     | 1     | 0        | 7     | 8     | 0        | --          | .467  | 521   | 118.0    | 130      | 16          | 46       | 3     | 8        | 36       | 2     | 0        | 74    | 65       | 4.96     | 1.49    |
| 1975       | 大洋             | 26    | 25    | 3     | 1     | 0        | 6     | 12    | 0        | --          | .333  | 623   | 142.1    | 151      | 22          | 58       | 6     | 10       | 60       | 0     | 0        | 76    | 61       | 3.87     | 1.47    |
| 1976       | 日本ハム         | 21    | 12    | 1     | 1     | 0        | 2     | 6     | 1        | --          | .250  | 261   | 60.1     | 61       | 4           | 23       | 1     | 4        | 32       | 2     | 0        | 37    | 31       | 4.65     | 1.39    |
| 通算：18年 | 通算：18年       | 605   | 417   | 96    | 26    | 18       | 166   | 186   | 1        | --          | .472  | 11667 | 2839.2   | 2512     | 325         | 817      | 69    | 143      | 1610     | 24    | 5        | 1186  | 1029     | 3.26     | 1.17    |

- 各年度の太字はリーグ最高
- 大毎（毎日大映オリオンズ）は、1964年に東京（東京オリオンズ）に、1969年にロッテ（ロッテオリオンズ）に球団名を変更

### タイトル
- 最高勝率：1回（1971年）

### 記録
初記録
- 初登板：1959年7月21日、対阪急ブレーブス14回戦（阪急西宮球場）、8回裏に3番手で救援登板・完了、2回無失点
- 初奪三振：同上、8回裏に渡辺清から
- 初先発登板：1959年7月23日、対阪急ブレーブス16回戦（阪急西宮球場）、4回1/3を1失点
- 初勝利・初先発勝利：1959年8月19日、対近鉄バファロー11回戦（川崎球場）、5回1/3を3失点
- 初完投：1961年8月9日、対東映フライヤーズ16回戦（駒澤野球場）、8回3失点で敗戦投手
- 初完投勝利・初完封勝利：1961年9月27日、対阪急ブレーブス26回戦（後楽園球場）
- 初セーブ：1976年7月13日、対阪急ブレーブス後期1回戦（明治神宮野球場）、8回表2死に2番手で救援登板・完了、1回1/3を無失点

節目の記録
- 1000投球回：1965年8月18日、対西鉄ライオンズ18回戦（小倉球場） ※史上110人目
- 1500投球回：1967年10月10日、対東映フライヤーズ28回戦（東京スタジアム） ※史上60人目
- 1000奪三振：1968年5月26日、対西鉄ライオンズ10回戦（小倉球場）、3回裏に和田博実から ※史上32人目
- 100勝：1968年7月31日、対西鉄ライオンズ18回戦（東京スタジアム）、10回3失点完投勝利 ※史上44人目
- 2000投球回：1970年9月10日、対広島東洋カープ22回戦（東京スタジアム） ※史上36人目
- 500試合登板：1973年6月1日、対読売ジャイアンツ4回戦（後楽園球場）、先発登板で5回1失点 ※史上28人目
- 150勝：1973年9月7日、対読売ジャイアンツ21回戦（川崎球場）、先発登板で7回1失点 ※史上24人目
- 2500投球回：1973年9月22日、対中日ドラゴンズ17回戦（徳山市野球場） ※史上17人目
- 1500奪三振：1974年6月22日、対ヤクルトスワローズ11回戦（川崎球場）、4回表に小田義人から ※史上20人目
- 600試合登板：1976年9月5日、対太平洋クラブライオンズ後期9回戦（平和台球場）、6回裏1死に3番手で救援登板、1回2/3を2失点 ※史上15人目

その他の記録
- オールスターゲーム選出：3回（1964年、1968年、1972年）

### 背番号
- 12（1959年 - 1975年）
- 11（1976年）